# 가시복

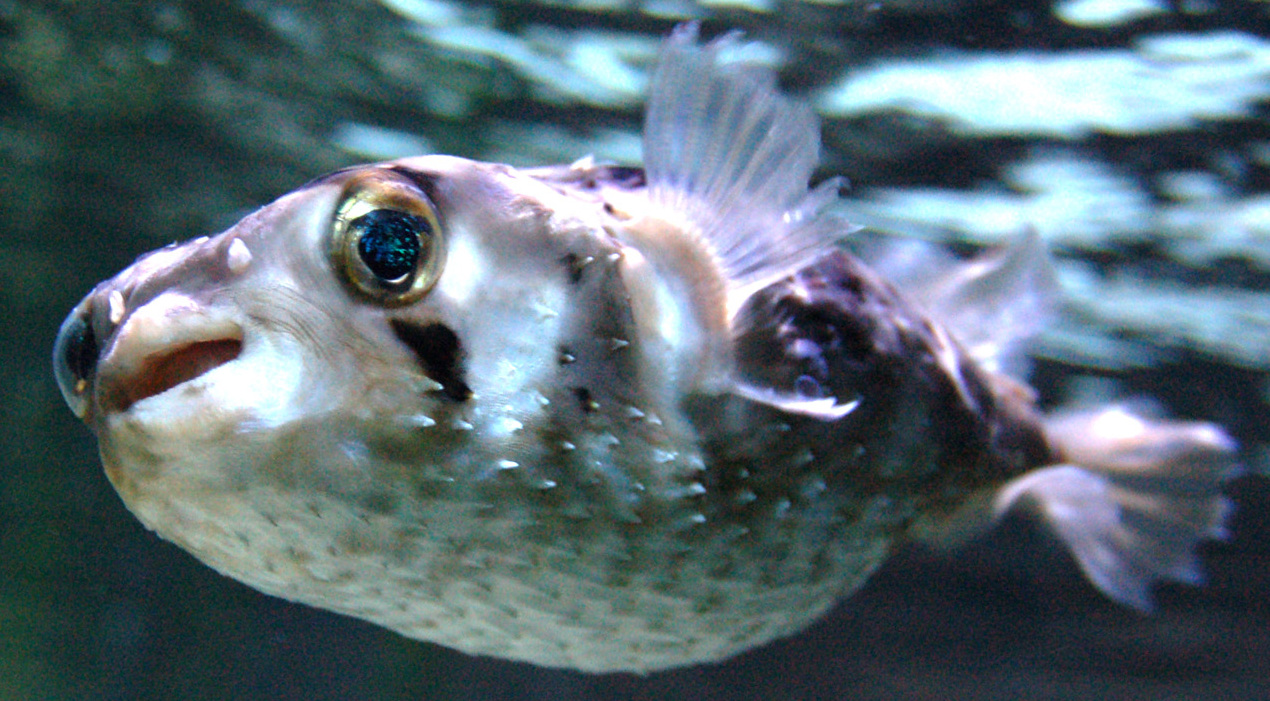
가시복의 일종 디오돈 닉트헤메루스

가시복은 가시복과의 물고기이다. 몸길이 40 cm 가량이고 몸통은 짧고 굵으며, 배를 불리면 밤송이 모양으로 둥글게 된다. 온몸에 센 가시가 있고 각 가시는 두세 뿌리를 갖추고 있다. 몸 색깔은 등쪽이 흑갈색, 배쪽이 흰색으로 크고 작은 검은 반점이 있다. 보통 때에는 가시를 몸에 뉘어 두다가 적의 위협을 받으면 구멍이나 바위 틈에 들어가 물을 들이마셔 풍선처럼 몸을 부풀려 가시를 곤두세운다. 또 물에서 끄집어내면 물 대신 공기를 들이마셔 몸을 부풀린다. 커다란 앞니가 위아래 턱에 각각 한 개씩 새의 부리처럼 튀어나와 있는데, 이는 성게, 작은 게 등 껍데기가 단단한 먹이를 잡아먹을 때 사용한다.독이 없어 식용이 가능하다.

## 참고 문헌
- 이 문서에는 다음커뮤니케이션(현 카카오)에서 GFDL 또는 CC-SA 라이선스로 배포한 글로벌 세계대백과사전의 내용을 기초로 작성된 글이 포함되어 있습니다.